# Lezama
Lezama – gmina w Hiszpanii, w prowincji Biskaja, w Kraju Basków, o powierzchni 16,54 km². W 2011 roku gmina liczyła 2476 mieszkańców.